# Riera de Caldes
La riera de Caldes, també anomenada riera de les Elies en el seu curs alt, és un curs d'aigua vallesà afluent per la dreta del Besòs. Neix vora Gallifa, al peu dels cingles de Sant Sadurní, per la confluència de les rieres de la Roca i de Gallifa. Després de travessar l'estret de les Elies entra a la plana del Vallès i passa per les poblacions de Caldes de Montbui, Palau-solità i Plegamans, Santa Perpètua de Mogoda i finalment desemboca al Besòs entre Mollet i la Llagosta després d'haver recorregut prop de 22 quilòmetres. Té una conca hidrogràfica de 111 km² i un cabal mitjà de 0,25 m³/s al seu pas per la Florida.
Ha estat subjecte de restauració ambiental durant els anys 2008-2012, sent actualment un espai natural d'interès ambiental i social en vies de recuperació.
Cal destacar la participació ciutadana en iniciatives diverses com, per exemple, el Projecte Rius. L'Ajuntament de Palau-solità i Plegamans hi ha realitzat treballs d'eliminació de plantes invasores, com la canya americana i la cortadèria, mirant de facilitar a la vegada la proliferació del canyís i dels joncs autòctons. A la vegada és membre de la Xarxa de Custòdia del Territori i intenta establir acords de custòdia del territori per a poder garantir la participació de les iniciatives privades en aquest projecte de recuperació, anomenat Projecte Riera Viva.
Pel que fa a l'avifauna, s'hi ha pogut veure l'ànec collverd, el bernat pescaire, el blauet, el martinet, la polla d'aigua i l'esplugabous. També va millorant lentament la vegetació de ribera formant petits hàbitats per als amfibis i refugi per a les aus.

## Principals Afluents
| Afluents per la dreta: - Riera de Gallifa - Riera de Sant Sebastià - Riera de Codonys - Torrent d'en Baell - Riera de Sentmenat - Torrent de ca n'Oller | Afluents per l'esquerra: - Riera de la Roca - Torrent del Prat de Baix - Torrent de Can Camp - Torrent Sec de les Arenes |